# Bunker (Missouri)
Bunker é uma cidade localizada no estado americano de Missouri, no Condado de Dent e Condado de Reynolds.

## Demografia
Segundo o censo americano de 2000, a sua população era de 427 habitantes. 
Em 2006, foi estimada uma população de 437, um aumento de 10 (2.3%).

## Geografia
De acordo com o United States Census Bureau tem uma área de 
1,7 km², dos quais 1,7 km² cobertos por terra e 0,0 km² cobertos por água. Bunker localiza-se a aproximadamente 413 m acima do nível do mar.

## Localidades na vizinhança
O diagrama seguinte representa as localidades num raio de 36 km ao redor de Bunker. 